# Alstroemeria ibitipocae
Alstroemeria ibitipocae es una especie fanerógama, herbácea, perenne y rizomatosa perteneciente a la familia de las alstroemeriáceas. Es endémica del estado de Minas Gerais en Brasil. Es un geófito tuberoso y crece principalmente en el bioma tropical estacionalmente seco.

## Taxonomía
Alstroemeria ibitipocae fue descrita por  Pierfelice Ravenna, y publicado en Onira 4: 35 (2000).
Etimología
Alstroemeria: nombre genérico que fue nombrado en honor del botánico sueco barón Clas Alströmer (Claus von Alstroemer) por su amigo Carlos Linneo.
ibitipocae: epíteto que hace referencia al parque estatal Ibitipoca en el estado de Minas Gerais donde fue descrita la especie.